# Peter Diamandis
Pedro H. Diamandis ( /diːʌˈmændɪs/; nascido em 20 de Maio de 1961) é um engenheiro, médico, e empresário greco-americano mais conhecido por ser o fundador e presidente da X Prize Foundation, o co-fundador e presidente executivo da Singularity University e co-autor de The New York Times best-sellers Abundância: O Futuro É Melhor do Que Você Pensa e BOLD. Ele também é o ex-CEO e co-fundador da Zero Gravity Corporation, o co-fundador e vice-presidente da Space Adventures Ltd., o fundador e presidente do Rocket Racing League, o co-fundador da International Space University, o co-fundador da Planetary Resources, fundador dos Alunos para a Exploração e Desenvolvimento do Espaço, e o vice-presidente e co-fundador da Human Longevity, Inc.

## Início da vida
Marina nasceu no Bronx, Nova York. Seus pais, ambos imigrantes gregos, foram da área médica; seu pai era um médico (obstetrícia e ginecologia). A partir de uma idade muito precoce, Diamandis manifestou um grande interesse na exploração do espaço. aos 8 anos de idade, ele começou a dar palestras sobre o espaço para sua família e amigos. aos 12 anos de idade, Diamandis conquistou o primeiro lugar no 'Concurso de Design de Foguetes Estes' para a construção de um sistema de lançamento capaz de, simultaneamente, lançar três foguetes.
Depois de se formar na Great Neck North High School, em 1979, Diamandis ficou matriculado no Hamilton College por 1 ano, em seguida, transferiu-se para o Instituto de Tecnologia de Massachusetts para o estudo de biologia e física. Durante seu segundo ano no MIT em 1980, Diamandis co-fundou os Alunos para a Exploração e Desenvolvimento do Espaço.
Diamandis se formou no MIT, em 1983 com um diploma de bacharel em genética molecular. em seguida, Ele entrou na Escola Médica de Harvard para avançar em um mestrado. Durante o seu segundo ano na escola de medicina, ele co-fundou a Fundação da Geração Espacial para promover projetos e programas que ajudariam a Geração Espacial (todos os nascidos desde o voo da Sputnik) a sair do planeta.
Durante seu último ano na escola de medicina em 1989, Diamandis estava atuando como diretor da International Space University e CEO da Micro Espaço Internacional, uma empresa de lançamento de microsatellites.
Em 1986, Diamandis colocou em espera seu mestrado em medicina e voltou para o MIT para começar um curso de mestrado em aeronáutica e astronáutica, realizando pesquisas no Johnson Space Center da NASA, no laboratório Homem-Veículo do MIT e no Instituto de Biomedicina Whitehead do MIT. Depois de completar o seu mestrado no MIT, Diamandis voltou a Harvard e completou segundo mestrado lá.

## Carreira

### International Space University (ISU)
Em 1987, durante o seu terceiro ano na escola de medicina, Diamandis co-fundou a International Space University ao lado de Todd B. Hawley e Robert D. Richards. Diamandis foi diretor executivo e diretor de operações da universidade até 1989. Hoje, a ISU oferece um Programa de Estudos do Espaço e duas titulações de Mestre de Estudos do Espaço. A ISU cresceu para se tornar um campus universitário com valor de $30 milhões, sediado em Estrasburgo, França.

### International MicroSpace, Inc. (IMI)
Diamandis co-fundadou Sistemas de Lançamento Microsat, mais tarde renomeado International MicroSpace Inc., em 1989, durante o seu quarto ano na escola de medicina e atuou como CEO da empresa. IMI projetou um pequeno lançador chamado de Orbital Express para levar 100 kg de cargas para a órbita baixa da Terra, colaborando com a Bristol Aerospace para a fabricação. A empresa conseguiu um contrato SDIO $100 milhões de dólares para um lançamento, além de nove opções e foi vendido para o CTA Inc Rockville, MD, em 1993, por $250.000 dólares. Diamandis se juntou a CTA por um ano como vice-presidente de Programas Espaciais Comerciaos após a aquisição.

### Constellation Comunications
Em 1991, Diamandis fundou a Constellation Communications, Inc., um dos cinco constelações de satélites na órbita baixa da Terra para telefonia de voz. A empresa foi financiada para implantar um anel equatorial, de 10 de satélites para fornecer comunicações, principalmente, para o Brasil e a Indonésia. Constellation foi vendida para a E-Systems and Orbital; Diamandis continuou como diretor até 1993.

### X PRIZE Foundation
Em 1994, Diamandis fundou a X PRIZE Foundation, após a falha do International MicroSpace, Inc e a leitura do livro O Espírito de St. Louis de Charles Lindbergh. Ele atua como presidente e CEO da fundação. A X PRIZE foi criada para financiar e operar uma competição de incentivo de $10 milhões de dólares destinado a inspirar uma nova geração de transportes espaciais particulares de passageiros. O prêmio foi anunciado em 18 de Maio de 1996, em St. Louis, Montana, sem qualquer dinheiro arrecadado ou qualquer equipe já cadastrada. O prêmio foi, em última análise, financiado através de uma apólice de seguro feita pelas famílias Anousheh e Hamid Ansari e renomeado como Ansari X PRIZE, em homenagem a elas.
O prêmio de $10 milhões de dólares atraiu 26 equipes de sete países e foi vencida em 4 de outubro de 2004 pela Mojave Aeroespacial Ventures, uma equipa dirigida pelo famoso designer de aviação Burt Rutan e financiado pelo co-fundador da Microsoft, Paul Allen. O veículo vencedor, SpaceShipOne, foi pilotado ao espaço duas vezes dentro de duas semanas para ganhar a competição. O primeiro voo foi feito em 29 de setembro de 2004, pilotado por Mike Melvill e o segundo voo que garantiu a vitória foi feito em 4 de outubro de 2004 pelo piloto Brian Binnie. SpaceShipOne foi a primeira nave espacial pilotada não-governamental do mundo e agora está pendurado no National Air and Space Museum adjacente ao avião Espírito de St. Louis.
Em janeiro de 2005, o Conselho de Curadores da X PRIZE Foundation ampliou o foco da X PRIZE para lidar com quatro diferentes áreas: Exploração (dos oceanos e do espaço), Ciências da Vida, Energia e meio Ambiente, e Educação e de Desenvolvimento Global.
Desde sua concepção, a fundação lançou o prêmio de $10 milhões de dólares Ansari X PRIZE (já premiado), o prêmio de $10 milhões de dólares Automotive X Prize (já premiado), o prêmio de $10 milhões de dólares Arconte X Prize (em andamento), o prêmio de $30 milhões de dólares Google Lunar X PRIZE (em andamento), o prêmio de $10 milhões de dólares Qualcomm Tricorder X PRIZE(já premiado), o prêmio de $2 milhões de dólares Lunar Lander Challenge (já premiado), o prêmio de $1,4 milhões de dólares Wendy Schmidt Oil Cleanup X Challenge (já premiado), e o prêmio Wendy Schmidt Ocean Health X PRIZE (em andamento). Em Maio de 2012, a Robin Hood Foundation anunciou os seus planos para uma parceria com a X PRIZE Foundation para vários desafios baseados no cenário de Nova York orientados para a erradicação da pobreza.
A X PRIZE Foundation tem uma equipe de aproximadamente 50 pessoas e está sediada em Culver City, Califórnia. Dispõe de um conselho de curadores cheio de estrelas, incluindo Larry Page, Elon Musk, James Cameron, Dean Kamen, Ratan Tata, Ray Kurzweil, Jim Gianopulos, Naveen Jain, Arianna Huffington, Will Wright e Craig Venter.

### Zero Gravity Corporation
Em 1994, Diamandis co-fundadou a ZERO-G, com Byron Lichtenberg e Ray Cronise. A empresa de entretenimento espacial oferece experiências em gravidade zero a bordo de seu Boeing 727 certificado pela FAA e fornece à NASA serviços de voos parabólicos para fins de pesquisa, educação e treinamento. A empresa já voou mais de 10.000 clientes.
Em 2007, o físico Stephen Hawking experimentou oito rodadas de ausência de gravidade em um voo ZERO-G. Diamandis disse que o resultado bem sucedido daquele voo era a prova de que "todos podem participar neste tipo de experiência de ausência de gravidade." Ele narraria a experiência de levar o Dr. Hawking para a atmosfera superior na conferência TED2008.

### Angel Technologies Corporation
Entre 1995 e 1999, Diamandis foi o presidente da Angel Technologies Corporation, uma empresa de comunicação comercial que desenvolve redes de comunicação banda larga sem fio.

### Space Adventures, Ltd.
Fundada em 1998, a Space Adventures é uma empresa de turismo espacial que já voou oito missões particulares de clientes para a Estação Espacial Internacional desde 2001. Diamandis é o co-fundador e vice-presidente da Space Adventures.

### BlastOff! Corporation
Entre 2000 e 2001, Diamandis foi o CEO da BlastOff! Corporation, que se propôs a voar uma missão privada para pousar um rover na Lua, como uma mistura de entretenimento, Internet e espaço. A empresa perdeu financiamento e cessou as atividades em 2001.

### Rocket Racing League (RRL)
Em 2005, Diamandis co-fundou o Rocket Racing League. O esporte a motor, que foi desenvolvido como um cruzamento entre corrida de fórmula Indy e foguetes, imaginada para permitir que o público desfrutasse de velocidade, foguetes e espírito competitivo. Diamandis continua a ser o presidente da RRL.

### Singularity University (SU)
Em 2008, ao lado do autor, inventor e futurista americano Ray Kurzweil, Diamandis co-fundou a Singularity University. Hoje, Diamandis atua como co-fundador e presidente-executivo da universidade. SU é uma universidade interdisciplinar, cuja missão é formar, educar e inspirar um grupo de líderes que se esforçam para entender e facilitar o desenvolvimento de tecnologias de avanço exponencial para atacar os grandes desafios da humanidade. Com o apoio de uma ampla gama de líderes na academia, no mercado e em governos, a SU espera estimular o pensamento inovador e disruptivo e soluções que visam solucionar alguns dos desafios mais urgentes do planeta. A SU é baseada no campus Ames, da NASA no Vale do Silício e apoiada por um número de fundadores e parceiros do mundo corporativo, incluindo o Google, Autodesk, Cisco, Nokia, a Kauffman Foundation e ePlanet Ventures. A universidade executa um programa de graduação de 10 semanas, um Programa Executivo de sete dias, e uma conferência de cinco dias sobre Medicina Exponencial.
Além disso, desde 2016 a SU passou a ter um programa de embaixadores, onde ex-alunos poderiam se candidatar e ter acesso à marca da SU para fazer ações locais. Esses grupos locais intitulados Capítulos estão espalhados pelo mundo em mais de 73 localidades, seis delas no Brasil (Recife, Belo Horizonte, São Paulo, Uberlândia, Brasília e Porto Alegre). Cada capítulo precisa escolher um foco para suas ações antes de existir, foco esse que é escolhido pelo embaixador e aprovado pela Singularity. O corpo docente da instituição é formado por vários especialistas do mundo todo, havendo apenas um brasileiro entre os professores da universidade, o futurista Tiago Mattos que ensina as matérias de Estudos de Futuro e Futuro do Trabalho.

### Planetary Resources Inc.
Em abril de 2012, Diamandis co-fundou a Planetary Resources Inc., uma organização que se dedica à identificação, detecção remota e prospecção de asteróides se aproximando da terra, com Eric Anderson. Investidores bilionários incluem Eric E. Schmidt e Larry Page da Google, bem como Ross Perot, Jr. e Charles Simonyi. Entre os conselheiros temos o cineasta e explorador James Cameron, e vários cientistas de renome.

### Human Longevity Inc. (HLI)
Em Março de 2014, Diamandis co-fundadou a Human Longevity Inc., uma empresa de estudos do genôma e diagnóstico e terapia celular focada em estender o espectro de vida humana saudável, com Craig Venter e Robert Hariri. Ele também tem dado suporte à SENS Research Foundation, uma organização sem fins lucrativos, que procura tratar e curar as doenças do envelhecimento, através da reparação dos danos subjacentes causados pelo envelhecimento.

## Livros
Em 2012, ao lado de Steven Kotler, Diamandis co-autorou Abundância: O Futuro É Melhor do Que Você Pensa. A obra de não-ficção aborda o potencial da tecnologia exponencial e de três outras forças de mercado emergentes para elevar significativamente os padrões globais de vida dentro dos próximos 25 anos.
O livro foi bem recebido; foi número 2 no Lista de best-sellers do New York Times e manteve-se na lista por nove semanas. Foi número 1 nas listas de best-seller de não-ficção da Amazon e a Barnes and Noble.
Na Iniciativa Global Clinton 2014, o ex-presidente dos Estados Unidos Bill Clinton recomendou o livro para os leitores, como um antídoto para a notícias negativas.
Em 2015, novamente ao lado de Steven Kotler, Diamandis co-autorou outro livro que ficou entre os mais venedidos do New York Times: BOLD. Este livro de não-ficção fornece análises e instruções para os empreendedores interessados em aprender sobre tecnologias exponenciais, moon-shot thinking e financiamento coletivo.
Este livro é dividido em três seções fáceis de digerir e é preenchido com valiosas informações que qualquer pessoa pode usar. Uma das melhores partes sobre o livro é que ele não só apresenta a visão dos autores, mas também tem entrevistas detalhadas e lições de outros grandes nomes para que os leitores possam obter o máximo possível de ideias e de pontos de vista únicos.

## Conselhos
Diamandis atua nos seguintes conselhos:
- X PRIZE Conselho de Curadores (Presidente)[56]
- Planetary Resources, Inc (Co-Presidente)[57]
- Singularity University (Presidente)[58]
- International Space University (Fundador)[59][60][61]
- Space Adventures, Ltd (Vice-Presidente)[62]
- Intelius[63]
- Rocket Racing League (Presidente)[64]
- Cogswell Polytechnical College (Membro do Conselho Diretor)[65]
- Human Longevity Inc. (Co-Fundador e vice-presidente)[66]
- Hyperloop Tecnologies[67]
- Estudantes pela Exploração e Desenvolvimento do Espaço[68]
- Abundância 360

## Realizações Notáveis Adicionais
Diamandis também:
- Atuou como CEO da Desktop.tv, uma empresa spin-off da BlastOff! projetado para criar uma rede de televisão global no formato peer-to-peer para a transmissão de conteúdo exclusivo para a área de trabalho dos computadores.[69]
- Atuou como Presidente do Conselho da Starport.com, um canal de Internet para a exploração do espaço voltado para crianças de todas as idades.[70] O site representa mais de 20 astronautas e dispõe de heróis do espaço, missões e simulações. Foi vendido para a Space.com.
- Co-fundou e atuou como diretor da Space Generation Foundation, uma organização sem fins lucrativos iniciada em 1985, para criar, em todas as pessoas nascidas desde o advento da era Espacial em 4 de outubro de 1957, um senso de identidade—uma conscientização de que eles nasceram como membros de uma corrida para viajar ao espaço . A fundação apoia inúmeros projetos de ensino e pesquisa.[71]
- Fundou a SpaceFair em 1983. SpaceFair é uma conferência nacional sobre o espaço que foi organizada pelo MIT em 1983, 1985 e 1987.[72]
- Foi um entrevistado chave, no documentário de 2007 Órfãos da Apolo.[73]
- É membro do Xconomists, uma equipe editorial esporádica de assessores para a empresa de notícias de tecnologia e media, Xconomy.

## Prêmios e reconhecimento
- Prêmio John Asinari do MIT de 1983 pela melhor de pesquisa em Ciências biológicas.
- Prêmio William L. Stewart Jr do MIT de 1984 pela fundação da SEDS.
- Edital Estudantil da Escola De Medicina De Harvard de 1985-1986, dado pela Associação Americana Do Coração
- Edital de suporte à pesquisa Biomédica em 1986-1987 dado pelo NIH.
- Filiação da Industrialização Espacial dado em 1986 pela Space Foundation .[74]
- Láurea dada em 1988 da Aviation Week & Space Tech. Em reconhecimento pela fundação da ISU.
- Prêmio Pioneiro de 1993 da Space Frontiers Foundation dado pelo trabalho acumulado feito na comercialização e desenvolvimento do cenário espacial.[75]
- Prêmio Konstantine E. Tsiolkovsky de 1995 dado pelo governo russo pela criação da ISU (prêmio dado também aos outros co-fundadores Hawley e Richards).
- Prêmio do "Mérito Especial" de 1996 dado pela National Space Society pelo excelente trabalho feito como pioneiro do espaço abaixo de 40 anos de idade.[76]
- Prêmio Neil Armstrong de 2006 dado pelas suas realizações e lidenraça na área da indústria Aeroespacial[77]
- Prêmio Mundial de Tecnologia de 2003, dado pelo World Technology Counsel [78]
- Doutorado de Realizações do Espaço dado em 2005 (Honoris Causa) pela ISU
- Prêmio Lindbergh de 2006[79]
- Prêmio RAVE da revista Wired de 2006[80]
- Prêmio Heinlein (inalgural em 2006) for Advances in Space Commercialization[81][82]
- Prêmio Arthur C. Clarke de Inovação em 2007[83]
- Prêmio "No Boundaries" de Inovador do Ano do The Economist de 2010[84]

### Videos
- MIT Vídeo: Pedro Diamandis fala sobre o X PRIZE e o futuro das viagens espaciais
- Paletra de Abertura da SSP08 : Pedro Diamandis fala sobre o X PRIZE, gravidade Zero, a Rocket Race League, SSP08 podcast
- Perímetro Instituto: Peter Diamandis palestra no Quantum para o Festival CosmosPredefinição:TED speaker